# Antonio Fosson
Antonio Fosson (souvent francisé en Antoine Fosson, en raison du bilinguisme officiel en vigueur en Vallée d'Aoste), né le 11 octobre 1951 à Ivrée, est un médecin et un homme politique italien, membre de l'Union valdôtaine (UV) puis de Pour notre vallée (PNV). Il est président de la Vallée d'Aoste du 10 décembre 2018 au 16 décembre 2019.

## Biographie
Originaire d'Ayas, Antoine Fosson est élu conseiller régional le 8 juin 2003 et est nommé assesseur de la santé et des politiques sociales dans les gouvernements dirigées par Charles Perrin, puis Lucien Caveri. 
Lors des élections générales italiennes de 2008, il est élu sénateur sur la liste Vallée d'Aoste Autonomie Progrès Fédéralisme soutenue par l'Union valdôtaine. 
Il fait partie de la 12e commission permanente pour l'hygiène et la santé, ainsi que de la commission parlementaire pour les questions régionales.
Après la fin de son mandat de sénateur, il est élu de nouveau au Conseil régional en 2013 et retrouve sa fonction d'assesseur de la santé et des politiques sociales qu'il occupe jusqu'au 7 juin 2016. Le 27 octobre suivant, il quitte l'Union valdôtaine et crée le groupe Pour notre vallée.
Le 20 mai 2018, il est réélu sur la liste Area civica-Stella Alpina-Pour notre vallée au Conseil régional, dont il est élu président le 26 juin suivant.
À la suite d'une motion de censure contre le gouvernement de Nicoletta Spelgatti, de la Ligue, il est élu président de la région le 10 décembre 2018 et forme une nouvelle junte de gouvernement regroupant son parti Pour notre vallée, l'Union valdôtaine, l'Union valdôtaine progressiste, Autonomie Liberté Participation Écologie et la Stella Alpina. Il démissionne le 16 décembre 2019 en raison de soupçons de liens avec la mafia.